# Biobateria
Una biobateria és un dispositiu d'emmagatzematge d'energia que funciona amb compostos orgànics. Tot i que les bateries mai s'han venut comercialment, encara s'estan provant i diversos equips de recerca i enginyers estan treballant per avançar encara més en el desenvolupament d'aquestes bateries.

## Treballs
Com qualsevol bateria, les biobateries consten d'un ànode, un càtode, un separador i un electròlit, amb cada component superposat a l'altre. Els ànodes i els càtodes són les zones positives i negatives d'una bateria que permeten que els electrons entrin i surtin. L'ànode es troba a la part superior de la bateria i el càtode a la part inferior. Els ànodes permeten que el corrent convencional entri des de fora de la bateria, mentre que els càtodes permeten que el corrent convencional surti de la bateria. Com que el corrent convencional és oposat al flux d'electrons, això significa que els càtodes permeten que els electrons entrin a la bateria i els ànodes permeten que els electrons surtin de la bateria.
Entre l'ànode i el càtode es troba l'electròlit que conté un separador. La funció principal del separador és mantenir el càtode i l'ànode separats per evitar curtcircuits elèctrics. Aquest sistema, en conjunt, permet un flux de protons (H+) i electrons (e−) que finalment genera electricitat.

### Bateria de sucre
A l'ànode, el sucre s'oxida, produint electrons i protons.
Glucosa → gluconolactona + 2 H+ + 2 e−
Aquests electrons i protons ara tenen un paper important en l'alliberament de l'energia química emmagatzemada. Els electrons viatgen des de la superfície de l'ànode a través d'un circuit extern per arribar al càtode. D'altra banda, els protons es transfereixen a través de l'electròlit a través del separador fins al costat del càtode de la bateria.
El càtode duu a terme una semireacció de reducció, combinant els protons i els electrons amb l'addició de gas oxigen per produir aigua.
O2 + 4 H+ + 4 e − → 2 H2O

### Cultius bacterians
Hi ha hagut interès en l'ús de bacteris per generar i emmagatzemar electricitat. El 2013, uns investigadors van descobrir que l'E. coli és un bon candidat per a una biobateria viva perquè el seu metabolisme pot convertir prou bé la glucosa en energia i, per tant, produir electricitat. Mitjançant la combinació de diferents gens és possible optimitzar la producció elèctrica eficient de l'organisme. Les biobateries bacterianes tenen un gran potencial, ja que poden generar electricitat en lloc de només emmagatzemar-la i també que poden contenir menys substàncies tòxiques o corrosives que l'àcid clorhídric i l'àcid sulfúric.
Un altre bacteri d'interès és un nou  va descobrir el bacteri Shewanella oneidensis, anomenat "bacteri elèctric", que pot reduir els ions tòxics de manganès i convertir-los en aliment. En el procés també genera corrent elèctric, i aquest corrent es transporta a través de petits cables fets d'apèndixs bacterians anomenats nanofils bacterians. Aquesta xarxa de bacteris i cables interconnectats crea un vast biocircuit bacterià com no s'havia conegut mai a la ciència. A més de generar electricitat, també té la capacitat d'emmagatzemar càrrega elèctrica.
El 2015, uns investigadors van demostrar que els bacteris oxidants i reductors de ferro podien carregar i descarregar electrons de nanopartícules de magnetita. En la seva investigació, es van exposar cocultius de bacteris reductors i oxidants de ferro a cicles simulats de dia i nit. Quan es van exposar a la llum, els bacteris fotòtrofs oxidants de Fe(II), Rhodopseudomonas palustris, van ser capaços d'eliminar electrons de la magnetita i així descarregar-la. En condicions de foscor, el bacteri anaeròbic reductor de Fe(III) Geobacter sulfurreducens va ser capaç d'invertir el procés, tornant a posar electrons a la magnetita i així recarregant-la. Els investigadors van concloure que els ions de ferro dels minerals de magnetita són biodisponibles com a embornals d'electrons i fonts d'electrons en diferents condicions ambientals, i podrien funcionar eficaçment com una bateria natural.

## Aplicacions
Tot i que les biobateries no estan llestes per a la venda comercial, diversos equips de recerca i enginyers estan treballant per avançar encara més en el desenvolupament d'aquestes bateries. Sony ha creat una biobateria que dóna una potència de sortida de 50 mW (mil·liwatts). Aquesta potència és suficient per alimentar aproximadament un reproductor MP3. En els propers anys, Sony té previst comercialitzar biobateries, començant per joguines i dispositius que requereixen una petita quantitat d'energia. Diversos altres centres de recerca, com ara Stanford i Northeastern, també estan investigant i experimentant amb biobateries com a font alternativa d'energia. Com que hi ha glucosa a la sang humana, alguns centres de recerca també estudien els beneficis mèdics de les biobateries i les seves possibles funcions en el cos humà. Tot i que encara no s'ha provat més, la investigació continua sobre el tema que envolta tant el material/dispositiu com l'ús mèdic de les biobateries.

### Avantatges
Aquests són els avantatges de les biobateries: • Permeten una recàrrega instantània en comparació amb totes les altres bateries. • Aquestes bateries es mantenen carregades amb l'ajuda d'un subministrament continu de glucosa o sucre. No requereixen cap font d'alimentació externa. • Es poden fabricar amb combustible fàcilment disponible. • Tenen una alta densitat d'energia. • Es poden utilitzar fàcilment a temperatura ambient. • El prototip de paper flexible s'utilitza com a font d'energia implantable. • S'utilitzen com a font d'energia renovable alternativa neta, ja que són una font de combustible no tòxic ni inflamable. • No causen explosions. Per tant, són segures d'utilitzar. • No causen fuites.

### Desavantatges
En comparació amb les bateries convencionals, com les de liti, les biobateries tenen menys probabilitats de retenir la major part de la seva energia. Això causa un problema pel que fa a l'ús a llarg termini i l'emmagatzematge d'energia per a aquestes bateries. Tanmateix, els investigadors continuen desenvolupant la bateria per tal que sigui un substitut més pràctic de les bateries i fonts d'energia actuals.